# María José Catalá
María José Catalá Verdet, née le 3 mars 1981 à Valence, est une femme politique espagnole de la Communauté valencienne, membre du Parti populaire. Elle est maire de Valence depuis 2023.

## Biographie
Elle est maire de Torrent entre 2007 et 2012, députée au Congrès pour Valence en 2008 et conseillère de la généralité valencienne déléguée à l’éducation, à la culture et aux sports de 2012 à 2015.
Elle est la candidate à la mairie de Valence en 2019 pour le Parti populaire. 
Elle est de nouveau candidate du PP pour la capitale valencienne aux municipales de 2023,.
Sa liste remporte les élections municipales avec la majorité relative, ce qui lui permet de gouverner sans avoir à obtenir le soutien du parti d'extrême droite Vox. Le 17 juin, elle est élue maire de Valence par 13 voix sur 31, bénéficiant du seul soutien du PP.